# Mediodía RPA
Mediodía RPA fue el magazine matinal de RPA, Radio del Principado de Asturias. 
Contaba con entrevistas de actualidad, personajes famosos, música, humor y secciones de temática variada. Lo dirigía y presentaba David Rionda con la ayuda de Rubén Morillo. 
Mediodía RPA pasó a denominarse Mediodía Entero a finales de 2008. En 2010 se hizo con toda la franja matinal de la emisora. Fue candidato al Premio Ondas en 2009. 
- Datos: Q6008860